# Buchou (sockenhuvudort i Kina, Hunan Sheng, lat 28,29, long 109,42)
Buchou (kinesiska: 补抽, 补抽乡) är en sockenhuvudort i Kina. Den ligger i provinsen Hunan, i den södra delen av landet, omkring 350 kilometer väster om provinshuvudstaden Changsha. Antalet invånare är 12 286. Befolkningen består av 5 729 kvinnor och 6 557 män. Barn under 15 år utgör 21,0 %, vuxna 15-64 år 67 %, och äldre över 65 år 10,0 %.
Runt Buchou är det ganska tätbefolkat, med 199 invånare per kvadratkilometer. Närmaste större samhälle är Minle, 15,7 km nordväst om Buchou. I omgivningarna runt Buchou växer huvudsakligen savannskog.
Genomsnittlig årsnederbörd är 1 719 millimeter. Den regnigaste månaden är maj, med i genomsnitt 303 mm nederbörd, och den torraste är december, med 32 mm nederbörd.